# ケネス・ヘンリー
ケネス・“ケン”・チャールズ・ヘンリー（Kenneth "Ken" Charles Henry、1929年1月7日 - 2009年3月1日）は、アメリカ合衆国のスピードスケート選手である。

## 生涯
ヘンリーは1929年1月7日に生まれた。生涯の大半をイリノイ州シカゴ周辺で過ごした。9歳の時にはシカゴ近郊のエジソンパークに住んでおり、ここでスケートを始めた。タフト高校ではスケートのトップ選手になった。1946年と1947年にシカゴトリビューン主催のスケート大会で優勝し、17歳の時に全米中等学校選手権と北米屋外選手権で優勝した。1948年サンモリッツオリンピックに500mで出場し、3名同着の2位に次ぐ5位となった。
ノーザン・イリノイ大学に入学して体育を専攻し、スケートだけでなくゴルフの選手にもなった。1952年オスロオリンピックに再び500mで出場し、43.2秒で金メダルを獲得した。このタイムは、当時の世界記録であるノルウェーのフィン・ヘルゲセンが1948年に記録したタイムに10分の1秒差までせまるものだった。その2週間後にノルウェーのハーマルで開かれた世界大会でも500mで優勝した。
1955年に大学を卒業した後、イリノイ州ウォキーガンのグレン・フローラ・カントリー・クラブ専属プロゴルファーとなり、1994年までその職についていた。大学卒業後の大半は、イリノイ州レイクブラフに住んでいた。
3度目のオリンピックとなる1956年コルチナ・ダンペッツオオリンピックに500mで出場したが、17位に終わった。
アメリカでの開催となる1960年スコーバレーオリンピックでは、最終聖火ランナーを務めた。
1960年代後半から1970年代前半にかけて、スピードスケートのアメリカ代表チームのコーチを務めていた。
2001年、シカゴスポーツ殿堂に殿堂入りした。